# Henryk Ganzera
Henryk Ganzera (ur. 17 marca 1909 w Szczygłowicach, zm. 1983) – polski zapaśnik, olimpijczyk.
Uprawiał zapasy w stylu klasycznym. Startował w wagach muszej i koguciej. Wystąpił w wadze koguciej na Igrzyskach Olimpijskich w 1928 w Amsterdamie, gdzie przegrał dwie walki i został sklasyfikowany na 17.-19. miejscu. Dwa razy brał udział w Mistrzostwach Europy w zapasach: w 1929 w Dortmundzie i w 1931 w Pradze, ale bez sukcesów.
Pięć razy był mistrzem Polski: w wadze muszej w 1927 i 1928, i w koguciej w 1929, 1931 i 1932. Był zawodnikiem klubów KS Gwiazda Rybnik (1922–1923), TG Sokół Rybnik (1923–1927), TG Sokół Knurów (1928–1929), TG Sokół Katowice (1930–1933), KS Heros 03 Gliwice (1933–1939). Z zawodu był kominiarzem.
W czasie II wojny światowej jako Ślązak został przymusowo wcielony do Wehrmachtu. 
Zmarł w 1983, został pochowany na cmentarzu w Gliwicach.